# 池田麻衣子
池田 麻衣子（いけだ まいこ、9月20日 - ）は、大分県を拠点に活動している日本のタレント。本人はSNSアカウントのプロフィールなどで「大分在住フリータレント」と称している。長崎県出身。

## 出演

### テレビ番組
- アレ・コレBOX（大分放送）
- かぼすタイム（大分放送、2021年6月[5] - ）

### ラジオ番組
- イチスタ☆（OBSラジオ、2018年4月 - 2020年3月）
- 夜のイチスタ☆（OBSラジオ、2019年10月 - ） - まいまい名義で出演。
- 情熱ライブ!Voice（OBSラジオ、2020年3月 - 2021年9月）
- 風は虹色（OBSラジオ、2021年9月 - ）